# Дубов'язівка
Дубов'я́зівка (МФА: [d̪ʊboˈʋjɐzʲiu̯kɐ] ( прослухати)) — селище в Україні, у Конотопському районі Сумської області. Населення становить 2 тисячі осіб. Центр Дубов'язівської селищної громади.

## Географічне розташування
Селище міського типу Дубов'язівка знаходиться на березі річки Липка, лівої притоки річки Єзуч. На річці великі загати. До селища примикають села Сім'янівка і Гамаліївка. Через селище проходить автомобільна дорога Т 2504. До районного центру міста Конотоп — 20 км від (автошлях Р61) то до однойменної залізничної станції — 8 км.

## Історія
Хутір Дубов'язівка виник у середині XIX століття як хутір Дубов’язівщина (на території сучасного селища росла велика кількість дубів). Вперше згадується 1859 р.
У другій пол. XIX ст. — розквіт українського цукроваріння. Поміщицькі господарства збільшували площі посіву цукрових буряків. 1868 неподалік Дубов'язівки прокладено залізницю «Ворожба — Конотоп», 1888 побудовано спиртовий завод. 1898 у Дубов'язівці почав діяти цукровий завод, збудований місцевим поміщиком Кандибою, на 8 парових казанів та 10 парових машин.

Цукровий завод 1900р.

З 1917 — у складі УНР, тоді ж при цукровому заводі створюється профспілковий комітет (17 чоловік), який домігся 8-годинного робочого дня та робітничого контролю за виробництвом. З квітня 1918 — у складі Української Держави Гетьмана Павла Скоропадського. З 1921 тут панує стабільний окупаційний режим комуністів, якому чинили запеклий опір місцеві мешканці. Зберіглися дані про актинву боротьбу українського державного підпілля проти комуністичних поневолювачів, зокрема в околицях села відбувалися постійні бої із залогами росіян. 
Хутір Дубов'язівка, підпорядкований Сім'янівській сільській раді, 1923 стає центром сільської ради Конотопського району. 
1932 комуністи вдалися до терору голодом. 22 січня 1935 року село Дубов'язівка стало районним центром Чернігівської області, а 10 січня 1939, після утворення Сумської області, було включено до її складу. 1935 Дубов'язівську семирічку було реорганізовано в середню школу. 1936 відкрито кінотеатр.

Братська могила радянських воїнів

11 вересня 1941 року Дубов'язівку залишили сталінські війська, селище окуповано німецькими військами. Німецька адміністративна та військова адміністрація працювала у Дубов'язівці два роки. Відновилося релігійне життя, розігнали рабські колхози, а окремим людям по реституції майна повертали награбовані комуністами хати й господарські споруди. Проте 1943 комуністи знову захопили село, арештувавши під виглядом мобілізації практично все чоловіче населення. Незабаром більшість чоловіків козацького походження вони довели до смерті на фронтах Другої світової війни. 1946 почалося видання районної партійної газети. Газета «Ленінським шляхом» редагувалася військовим журналістом Петром Носенком, уродженцем села Голінка Чернігівської області з 1946 по 1950. У газеті велася своєрідна хроніка «харчової війни» із селянами, які знову були піддані терору голодом 1946-47.
Село постраждало внаслідок геноциду українського народу, проведеного окупаційним урядом СРСР в 1932–1933 та 1946–1947 роках.
З січня 1956 Дубов'язівка — селище міського типу, а 7 червня 1957 Дубов'язівський район ліквідовано і включено до складу Конотопського району. У 1930-ті роки в селі працювали лікарня на 25 ліжок, 2 медпункти, дитяча консультація, пологовий будинок на 30 ліжок, аптека, 11 крамниць.

## Сьогодення
У Дубов'язівці працюють:  хлібозавод, сільськогосподарські підприємства ТОВ «БІО ЛАТ», СТОВ «Ранок», ТОВ «Колос-К», ТОВ "ДУБОВ'ЯЗІВСЬКИЙ ЕЛЕВАТОР", релігійна громада Московського патріархату, лікарська амбулаторія, Дубов'язівський ліцей, будинок культури, КЗ "Дубов'язівська публічна бібліотека"
Населення — переважно українці.

### Чисельність населення
| 1959 | 1979 | 1989 | 2001 | 2016 |
| ---- | ---- | ---- | ---- | ---- |
| 7223 | 4630 | 3736 | 3004 | 2545 |

### Мова
Розподіл населення за рідною мовою за даними :
| Мова            | Кількість | Відсоток |
| --------------- | --------- | -------- |
| українська      | 2939      | 97.45%   |
| російська       | 65        | 2.16%    |
| білоруська      | 4         | 0.13%    |
| румунська       | 1         | 0.03%    |
| інші/не вказали | 7         | 0.23%    |
| Усього          | 3016      | 100%     |

## Персоналії
В селищі народилися:
- Наталка Кандиба — українська актриса.
- Луста Петро Васильович — Герой Радянського Союзу.
- Позніхір Віктор Вікторович — російський воєначальник, генерал-полковник.
- Рень Віктор Олексійович — інструктор-випробувач авіаційно-космічної техніки. Герой Росії.
- Шкумат Юрій Миколайович — український військовик, учасник російсько-української війни.

Поховані
- Похований Бабич Микола Вячеславович (2001—2022) — солдат національної гвардії України, учасник російсько-української війни.
- Похований Білозьоров Олександр Миколайович — український військовик, учасник російсько-української війни[5].
- Похований Наумович Валерій Дмитрович (1976—2024) — солдат збройних сил України, учасник російсько-української війни, кавалер ордена «За мужність» III ступеня